# Умск (Балезинский район)
Умск — бывшая деревня в Балезинском районе Удмуртии, входит в Исаковское сельское поселение.
Деревня располагалась на берегу одного из левых реки Кеп в трёх с половиной от деревни Ушур и на таком же расстоянии от федеральной трассы Р-321. Ниже по течению находилась деревня Кордон (3 км).